# .nz
.nz (англ.  New Zealand) — национальный домен верхнего уровня Новой Зеландии. Доступна регистрация имени домена второго или третьего уровня в доменных зонах — .nz, .ac.nz, .co.nz, .cri.nz, .gen.nz, .geek.nz, .govt.nz, .health.nz, .iwi.nz, .kiwi.nz, .maori.nz, .māori.nz, .mil.nz, .net.nz, .org.nz, .parliament.nz, .school.nz, физическими лицами старше 18 лет и юридическими лицами, резидентами и нерезидентами Новой Зеландии. Домен управляется компанией Domain Name Commission (DNC) —  Новая Зеландия.
Регистрация имён в доменной зоне .nz официально осуществляется множеством регистраторов.
По состоянию на март 2014 года в зоне .nz зарегистрирован 549 781 домен.
Национальный домен верхнего уровня — .nz используется как национальный домен верхнего уровня в стандартах административно-территориального деления территории государства ISO 3166 — (ISO 3166-1, ISO 3166-2, ISO 3166-2:NZ) в качестве кода Alpha2, образующего основу геокода административно-территориального деления административно-территориальных единиц Новой Зеландии.

## Требования к регистрируемым доменам
Домены, регистрируемые в доменной зоне .nz, должны соответствовать требованиям, предъявляемым регистратором к доменам второго уровня или третьего уровня.

- Максимальная длина имени домена, части имени домена, разделённых сепараторами, не учитывая количество символов домена первого или второго уровня, — .nz, .ac.nz, .co.nz, .cri.nz, .gen.nz, .geek.nz, .govt.nz, .health.nz, .iwi.nz, .kiwi.nz, .maori.nz, .māori.nz, .mil.nz, .net.nz, .org.nz, .parliament.nz, .school.nz, не более 63 символов.
- Общая длина имени домена включая сепараторы, не более 253 символов.
- Имя домена может состоять из букв латинского алфавита (a-z), цифр (0-9) и дефиса (-).
- Имя домена может содержать символы расширенной кодировки (ā, ē, ī, ō, ū).
- Имя домена не может начинаться или заканчиваться символом дефиса (-).
- Имя домена не может содержать последовательность двух дефисов подряд, находящихся на третьей и четвёртой позиции (--).
- Имя домена не может начинаться с последовательности символов (xn--).

## Домены 1 уровня
Таблица доменов первого уровня доменной зоны .nz, условия использования, требования, регламентированные пользователи.

| Домен | Регламентированные пользователи |
| ----- | ------------------------------- |
| .nz   | Основной домен первого уровня   |

## Домены 2 уровня
Таблица доменов второго уровня доменной зоны .nz, условия использования, требования, регламентированные пользователи, категории доменов.
| Домен               | Регламентированные пользователи |
| ------------------- | --- |
| .ac.nz              | Высшие учебные заведения и связанные с ними организации. |
| .co.nz              | Коммерческие организации, фирмы. |
| .cri.nz             | Государственные научно-исследовательские институты. |
| .gen.nz             | Физические лица, организации, не подходящие под критерии других доменов.                                                                                          |
| .geek.nz            | Физические лица, ассоциирующие себя с компьютерами и компьютерными технологиями.                                                                                  |
| .govt.nz            | Уполномоченные государственные, национальные, региональные и государственные организации местного уровня.                                                         |
| .health.nz          | Зарегистрированные медицинские специалисты, медицинские организации здравоохранения.                                                                              |
| .iwi.nz             | Группы народности Маори, общественно-политические единицы (Хапу) общественных единиц (иви) Маори, действующие с разрешения глав общественных объединений, племён. |
| .kiwi.nz            | Физические лица, организации, ассоциирующие себя с понятием — Киви.                                                                                               |
| .maori.nz .māori.nz | Исключительно для физических лиц, групп и организаций народности Маори.                                                                                           |
| .mil.nz             | Вооружённые силы, военные организации и т. п. Новой Зеландии. |
| .net.nz             | Организации, поставщики интернет-услуг, провайдеры, и другие сервисы, непосредственно связанные с доменной зоной — nz.                                            |
| .org.nz             | Некоммерческие организации. |
| .parliament.nz      | Законодательный орган Новой Зеландии (Парламент Новой Зеландии) и частные лица, являющиеся частью законодательной, парламентской системы.                         |
| .school.nz          | Организации начального, среднего, дошкольного образования и связанных с ними организаций.                                                                         |

## Прочее
До 2010 года в именах доменов допускалось применение только латинских символов, с 7 июля 2010 года допускается использование дополнительных символов, обозначающих расширение звука гласного в соответствии с фонетическим произношением гласных на языке Маори, символы, которые могут использоваться, — ā, ē, ī, ō и ū.